# Egy gésa emlékiratai (film)
Az Egy gésa emlékiratai (Memoirs of a Geisha) egy 2005-ben bemutatott színes, amerikai filmdráma. A könyv sikere miatt nem volt meglepő, hogy Hollywood is lecsapott a történetre. Steven Spielberg produkciós cége, az Amblin Entertainment szerezte meg a filmjogokat, és Rob Marshall rendezte a filmet.
2005. december 9-én mutattak be az Egyesült Államokban, magyarországi premierjére pedig 2006. március 23-án került sor.
A film számos díjat és jelölést kapott, elsősorban – érthetően – a látványtervezés, a hang és az operatőri munka miatt. A film zenéjét John Williams szerezte, operatőre Dion Beebe volt, a kosztümöket pedig Colleen Atwood tervezte.
A főbb szerepekben Csang Ce-ji, Vatanabe Ken, Gong Li, Michelle Yeoh, Youki Kudoh és Suzuka Ohgo láthatóak. A valóságban közülük csak Vatanabe, Kudoh és a gyerekszínész Ohgo japánok, Ziyi és Li ellenben kínaiak, Yeoh pedig maláj-kínai. A kínai színészek szereplése, különösen, hogy a címszereplő sem japán, sok vitát váltott ki mind Japánban, mind Kínában (ahol nem is került forgalomba a film) és Amerikában is. Ezek legfőbb oka az évszázadokra visszanyúló japán-kínai ellentétre vezethető vissza. Mindazonáltal nem mindenkiben keltett ellenérzést a kínai színészek szereplése, Ziyi például a film japán bemutatója előtt állítólag egy rejtélyes csomagot és egy levelet kapott, amit egy egykori gésa küldött neki, aki látta a film előzetesét, ami régi kedves emlékeket idézett fel benne. A csomagban több egyedi, antik kimonó volt. Az ajándék természetesen könnyekig hatotta a színésznőt, aki meg is hívta a premierre a feladót.[forrás?]

## Szereplők

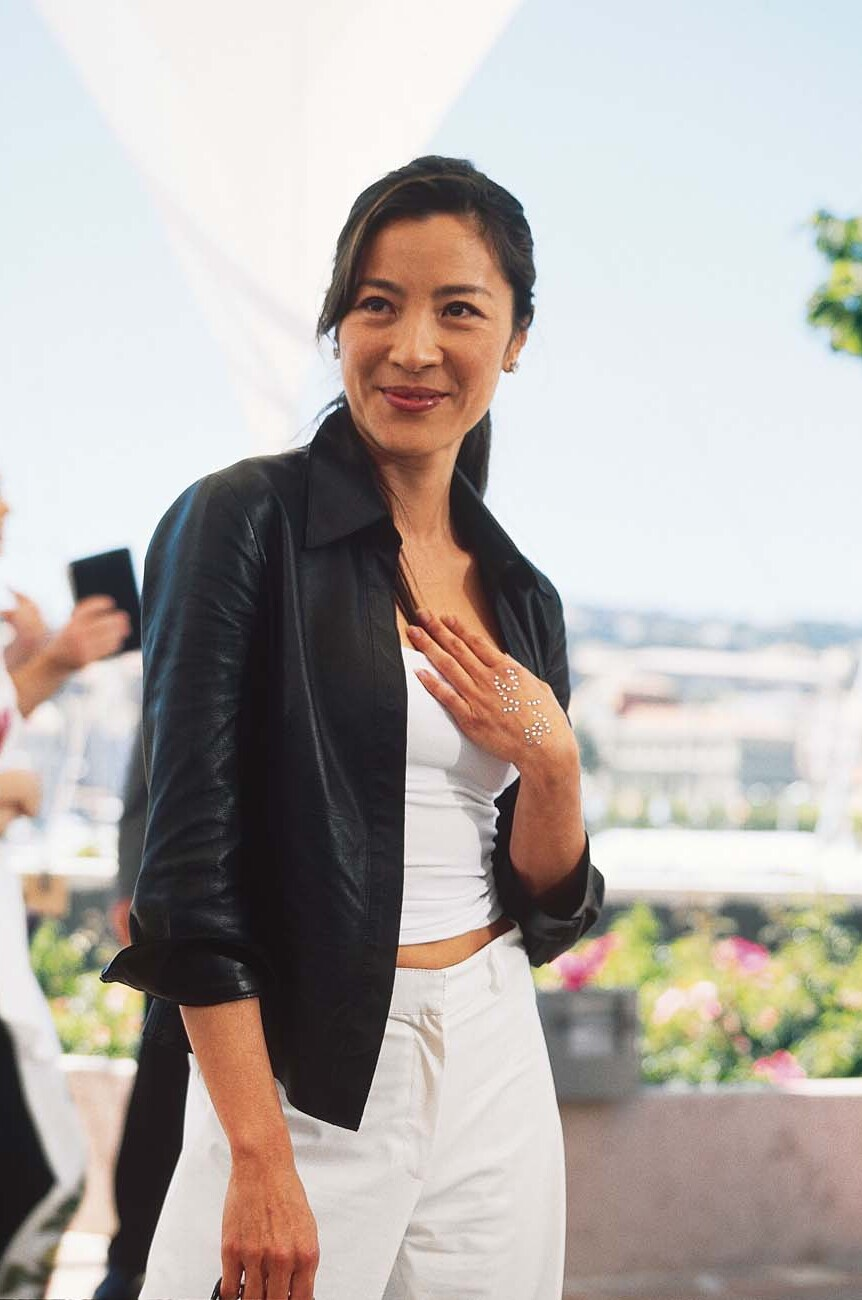
Michelle Yeoh, a filmben Mameha gésát alakító, maláj-kínai színésznő

| Szerep            | Színész              | Szinkronhang        |
| ----------------- | -------------------- | ------------------- |
| Sayuri            | Zhang Ziyi           | Major Melinda       |
| Elnök             | Ken Watanabe         | Csankó Zoltán       |
| Mameha            | Michelle Yeoh        | Ráckevei Anna       |
| Nobu              | Kôji Yakusho         | Epres Attila        |
| Úritök            | Youki Kudoh          | Ruttkay Laura       |
| Anya              | Kaori Momoi          | Illyés Mari         |
| Hatsumomo         | Gong Li              | Majsai-Nyilas Tünde |
| Nénike            | Tsai Chin            | Bókai Mária         |
| A báró            | Cary-Hiroyuki Tagawa | Cs. Németh Lajos    |
| Sakamoto          | Mako                 |                     |
| Derricks ezredes  | Ted Levine           | Jakab Csaba         |
| Hutchins hadnagy  | Paul Adelstein       | Király Attila       |
| Chiyo             | Suzuka Ohgo          | Bánlaki Kelly       |
| Satsu             | Samantha Futerman    | Talmács Márta       |
| Korin             | Eugenia Yuan         | Pálfi Kata          |
| Rák doktor        | Randall Duk Kim      | Várday Zoltán       |
| Narrátor (hangja) | Shizuko Hoshi        | Kútvölgyi Erzsébet  |

## Érdekességek
- A pletykák szerint sokáig maga Steven Spielberg tervezte megrendezni a filmet, azonban akkor már belefogott a München című film előkészítésébe, így felmerült Brett Ratner és Spike Jonze neve is. Rob Marshall szerződése szerint a Miramaxnak kellett volna rendeznie egy filmet, azonban a két gyártó hagyományosan jó kapcsolata miatt megegyeztek, hogy Marshall rendezheti a filmet.[3]
- Sokáig Yoon-jin Kim koreai színésznőnek (a Lost – Eltűntek című nagysikerű tévésorozatban látható Kvon Szonhva szerepében) szánták a főszerepet, de végül nem ő kapta meg.[3]
- John Williams zeneszerző a negyedik Harry Potter-filmre szóló felkérését mondta le e film javára.[3]
- A filmben látható riksákat használták a 2003-as Az utolsó szamuráj című filmben is, csak a kornak megfelelő díszítést kaptak.[3]
- A filmbeli szereplők nem a hagyományos gésa-viselet szerint öltözködtek, és a frizurájuk illetve az arcfestésük is távol állt a valódi gésák tradicionális külső megjelenésétől.
- Több mint 250 egyedi, kézzel varrott kimonót készítettek a forgatáshoz. A színészek egy hathetes "gyorstalpalón" estek át, hogy megismerjék a gésa-kultúrát.[3]

## Fontosabb díjak és jelölések
Oscar-díj (2006)
- díj: a legjobb látványtervezés (John Myhre és Gretchen Rau)
- díj: a legjobb operatőr (Dion Beebe)
- díj: a legjobb jelmeztervező (Colleen Atwood)
- jelölés: legjobb filmzenének (John Williams)
- jelölés: legjobb hangvágás (Wylie Stateman)
- jelölés: legjobb hangkeverés (Kevin O'Connell, Greg P. Russell, Rick Kline és John Pritchett)

Golden Globe-díj (2006)
- díj: legjobb zene (John Williams)
- jelölés: Golden Globe-jelölés – legjobb női főszereplő (Csang Ce-ji)

BAFTA-díj (2006)
- díj: legjobb filmzene (John Williams)
- jelölés: legjobb operatőr (Dion Beebe)
- jelölés: legjobb jelmeztervező (Colleen Atwood)

Satellite Award (2005)
- díj: legjobb adaptált forgatókönyv (Robin Swicord)

National Board of Review (2005)
- díj: legjobb női főszereplő (Gong Li)